# 最優秀選手賞 (MLB)
最優秀選手賞（さいゆうしゅうせんしゅしょう Most Valuable Player Award）とは、メジャーリーグベースボール（以下、MLB）において最も活躍した選手を表彰するものである。通常はMVPと略されて呼ばれる場合が多い。
レギュラーシーズン、リーグチャンピオンシップシリーズ、ワールドシリーズ、オールスターゲームのそれぞれでMVPを選出する。上記以外にも、月間MVP（リーグ別に投手・野手各1人）、週間MVP（リーグ別に投手・野手含めて1人又は2人）、月間新人MVP（リーグ別に投手野手含めて1人）がある。かつては月間最優秀救援（リーグ全体の救援投手で1人）があった。

## シーズンMVP
全米野球記者協会（Baseball Writers Association of America；略称BBWAA）の記者投票によって選出された、シーズンにおいてチームに最も貢献した選手に与えられる。アメリカンリーグ・ナショナルリーグからそれぞれ1名ずつ選出される。通常「MVP」とだけ表記の場合は、このシーズンMVPを指している。他に「リーグMVP」、「年間最優秀選手」などと表記される。
以前の正式名称はMLBの初代コミッショナーケネソー・マウンテン・ランディスの名を取り「the Kenesaw Mountain Landis Memorial Baseball Award」。ランディスがコミッショナー在職中に死去した1944年の授賞からBBWAAは彼の名前をMVPに冠していたが、2010年代後半からアメリカ国内で拡大した、以前広く行われていた人種差別問題に対する批判は「カラー・ライン」方針を遵守して黒人（アフリカ系）選手のMLB加入を阻害したランディスにも及び、過去のMVP受賞者からの要求も受けて、2020年10月3日にBBWAAはポール・サリヴァン会長の声明で、「野球界の（人種）統合の失敗」を理由にしてMVPからランディスの名前を除去すると発表した。
BBWAA記者による投票の結果はMVPポイントとして受賞者のほか「どの選手がどれほど得票できたか」まで公開される。また日本プロ野球(NPB)の最優秀選手(MVP)投票とは異なり、投票に参加した記者の名前（及び所属メディア名）、どの記者が誰に投票したかまでが公開され、それらは全米野球記者協会の公式サイトで閲覧可能である。
投票方法は、BBWAAから選出された記者30人がリーグの10名までに順位をつけ投票する。1位の選手には14ポイントのMVPポイント（2位は9ポイント、以下1ポイントずつ減り10位が1ポイント）が与えられ、そのMVPポイントの合計が一番多かった選手がMVPとなる。現在の方式になった近年では、1997年のケン・グリフィー・ジュニア、2002年のバリー・ボンズ、2009年のアルバート・プホルス、2014年のマイク・トラウト、2015年のブライス・ハーパー、2021年・2023年・2024年の大谷翔平、2023年のロナルド・アクーニャ・ジュニア、2024年のアーロン・ジャッジが1位票満票でMVPを獲得している。
チャルマーズ賞という名の特別表彰から始まり、リーグでの表彰を経て、現在の表彰形式となった。
凡例
- 着色セルは両リーグ受賞達成者を示す。

### チャルマーズ賞
起こりは1910年にチャルマーズ自動車が両リーグの首位打者に自動車を贈ったことに始まる。
同年10月9日のシーズン最終日、アメリカンリーグのタイ・カッブ（タイガース）とナップ・ラジョイ（インディアンス）との首位打者争いで再三にわたる醜いプレーが起きる。最終的にラジョイが首位打者となったが、チャルマーズはカッブとラジョイの両者に自動車を贈った。
翌1911年、チャルマーズは打率の高低を競う首位打者のみを対象とするのでは視野が狭いと考え、対象を「最もチームに貢献した選手」に改めた。このチャルマーズ賞(Chalmers Award)は1914年まで続いた。
| 年度 | ナショナルリーグ     | ナショナルリーグ | ナショナルリーグ           | ナショナルリーグ     | アメリカンリーグ          | アメリカンリーグ | アメリカンリーグ                 | アメリカンリーグ    |
| 年度 | 受賞選手（回数）     | 守備位置         | 所属球団                   | 成績                 | 受賞選手（回数）          | 守備位置         | 所属球団                         | 成績                |
| ---- | -------------------- | ---------------- | -------------------------- | -------------------- | ------------------------- | ---------------- | -------------------------------- | ------------------- |
| 1911 | フランク・シュルト   | 外野手           | シカゴ・カブス             | .300 21本 107点 23盗 | タイ・カッブ§             | 外野手           | デトロイト・タイガース           | .419 8本 127点 83盗 |
| 1912 | ラリー・ドイル       | 二塁手           | ニューヨーク・ジャイアンツ | .330 10本 91点 36盗  | トリス・スピーカー        | 外野手           | ボストン・レッドソックス         | .383 10本 90点 52盗 |
| 1913 | ジェイク・ドーバート | 一塁手           | ブルックリン・ドジャース   | .350 2本 52点 25盗   | ウォルター・ジョンソン(1) | 投手             | ワシントン・セネタース           | 36勝7敗2S 防1.14    |
| 1914 | ジョニー・エバース   | 二塁手           | ボストン・ブレーブス       | .279 1本 40点 12盗   | エディ・コリンズ          | 二塁手           | フィラデルフィア・アスレチックス | .344 2本 85点 58盗  |

### リーグによる表彰
1922年から1929年までは各リーグが表彰を行っていたが、各チームから1名のみ投票権を持つ代表選手を決めて選考投票を行っていたために、票が分散して該当者無しになることがあった。また、アメリカンリーグのチームからの代表選手であってもナショナルリーグの選手に投票することが可能であったために、1929年には両リーグ代表選手の投票がロジャース・ホーンスビー（カブス）に集中し、ホーンスビーは両リーグから表彰を受ける事態となった。同年を最後に表彰を中止。
また、この頃のアメリカンリーグは一度しかMVPを受賞することができず、監督を兼任する選手も対象外という規定があった。そのため1923年に受賞していたベーブ・ルースは新記録となる60本塁打を記録した1927年に1票も得ていない。
| 年度 | ナショナルリーグ             | ナショナルリーグ | ナショナルリーグ           | ナショナルリーグ     | アメリカンリーグ          | アメリカンリーグ | アメリカンリーグ                 | アメリカンリーグ     |
| 年度 | 受賞選手（回数）             | 守備位置         | 所属球団                   | 成績                 | 受賞選手（回数）          | 守備位置         | 所属球団                         | 成績                 |
| ---- | ---------------------------- | ---------------- | -------------------------- | -------------------- | ------------------------- | ---------------- | -------------------------------- | -------------------- |
| 1922 | 選出者なし                   | 選出者なし       | 選出者なし                 | 選出者なし           | ジョージ・シスラー        | 一塁手           | セントルイス・ブラウンズ         | .420 8本 105点 51盗  |
| 1923 | 選出者なし                   | 選出者なし       | 選出者なし                 | 選出者なし           | ベーブ・ルース§           | 外野手           | ニューヨーク・ヤンキース         | .393 41本 130点 17盗 |
| 1924 | ダジー・ヴァンス             | 投手             | ブルックリン・ドジャース   | 28勝6敗 防2.16       | ウォルター・ジョンソン(2) | 投手             | ワシントン・セネタース           | 23勝7敗 防2.72       |
| 1925 | ロジャース・ホーンスビー(1)+ | 二塁手           | セントルイス・カージナルス | .403 39本 143点 5盗  | ロジャー・ペキンポー      | 遊撃手           | ワシントン・セネタース           | .294 4本 64点 13盗   |
| 1926 | ボブ・オファレル             | 捕手             | セントルイス・カージナルス | .293 7本 68点 1盗    | ジョージ・バーンズ        | 一塁手           | クリーブランド・インディアンス   | .358 4本 115点 13盗  |
| 1927 | ポール・ウェイナー           | 外野手           | ピッツバーグ・パイレーツ   | .380 9本 131点 5盗   | ルー・ゲーリッグ(1)       | 一塁手           | ニューヨーク・ヤンキース         | .373 47本 173点 10盗 |
| 1928 | ジム・ボトムリー             | 一塁手           | セントルイス・カージナルス | .325 31本 136点 10盗 | ミッキー・カクレーン(1)   | 捕手             | フィラデルフィア・アスレチックス | .293 10本 57点 7盗   |
| 1929 | ロジャース・ホーンスビー(2)  | 二塁手           | シカゴ・カブス             | .380 39本 149点 2盗  | 選出者なし                | 選出者なし       | 選出者なし                       | 選出者なし           |

### BBWAAによる表彰
1931年より全米野球記者協会(BBWAA)がMVPの表彰を始め、現在に至る。メジャーリーグベースボールでは1931年から始まったBBWAAによるMVP表彰を公式記録としている。
1956年のサイ・ヤング賞制定以後は「MVPは投手以外から選出すべき」という考え方が浸透している。ただし、特に顕著な活躍をした投手がMVPを取る例はあり、1956年のドン・ニューカム以降、1968年の両リーグ投手受賞を含め、2023年までの延べ136人中12人がMVPを獲得している（投手が2度受賞の例はない）。このうち、投手と指名打者の「二刀流」の活躍が評価された2021年・2023年の大谷翔平以外は、いずれもサイ・ヤング賞との同時受賞となっている。
両リーグを通じて、指名打者(DH)専任の選手が受賞した例は、2024年の大谷翔平が初となる。
| 年度 | ナショナルリーグ               | ナショナルリーグ | ナショナルリーグ               | ナショナルリーグ     | アメリカンリーグ            | アメリカンリーグ | アメリカンリーグ                           | アメリカンリーグ                   |
| 年度 | 受賞選手（回数）               | 守備位置         | 所属球団                       | 成績                 | 受賞選手（回数）            | 守備位置         | 所属球団                                   | 成績                               |
| ---- | ------------------------------ | ---------------- | ------------------------------ | -------------------- | --------------------------- | ---------------- | ------------------------------------------ | ---------------------------------- |
| 1931 | フランキー・フリッシュ         | 二塁手           | セントルイス・カージナルス     | .311 4本 82点 28盗   | レフティ・グローブ          | 投手             | フィラデルフィア・アスレチックス           | 31勝4敗5S 防2.06                   |
| 1932 | チャック・クライン             | 外野手           | フィラデルフィア・フィリーズ   | .348 38本 137点 20盗 | ジミー・フォックス(1)       | 一塁手           | フィラデルフィア・アスレチックス           | .364 58本 169点 3盗                |
| 1933 | カール・ハッベル(1)            | 投手             | ニューヨーク・ジャイアンツ     | 23勝12敗5S 防1.66    | ジミー・フォックス(2)+      | 一塁手           | フィラデルフィア・アスレチックス           | .356 48本 163点 2盗                |
| 1934 | ディジー・ディーン             | 投手             | セントルイス・カージナルス     | 30勝7敗7S 防2.66     | ミッキー・カクレーン(2)     | 捕手             | デトロイト・タイガース                     | .320 2本 75点 8盗                  |
| 1935 | ギャビー・ハートネット         | 捕手             | シカゴ・カブス                 | .344 13本 91点 1盗   | ハンク・グリーンバーグ(1)   | 一塁手           | デトロイト・タイガース                     | .328 36本 168点 4盗                |
| 1936 | カール・ハッベル(2)            | 投手             | ニューヨーク・ジャイアンツ     | 26勝6敗3S 防2.31     | ルー・ゲーリッグ(2)         | 一塁手           | ニューヨーク・ヤンキース                   | .354 49本 152点 3盗                |
| 1937 | ジョー・メドウィック+          | 外野手           | セントルイス・カージナルス     | .374 31本 154点 4盗  | チャーリー・ゲーリンジャー  | 二塁手           | デトロイト・タイガース                     | .371 14本 96点 11盗                |
| 1938 | アーニー・ロンバルディ         | 捕手             | シンシナティ・レッズ           | .342 19本 95点       | ジミー・フォックス(3)       | 一塁手           | ボストン・レッドソックス                   | .349 50本 175点 5盗                |
| 1939 | バッキー・ウォルターズ         | 投手             | シンシナティ・レッズ           | 27勝11敗 防2.29      | ジョー・ディマジオ(1)       | 外野手           | ニューヨーク・ヤンキース                   | .381 30本 126点 3盗                |
| 1940 | フランク・マコーミック         | 一塁手           | シンシナティ・レッズ           | .309 19本 127点 2盗  | ハンク・グリーンバーグ(2)   | 外野手           | デトロイト・タイガース                     | .340 41本 150点 6盗                |
| 1941 | ドルフ・カミリ                 | 一塁手           | ブルックリン・ドジャース       | .285 34本 120点 3盗  | ジョー・ディマジオ(2)       | 外野手           | ニューヨーク・ヤンキース                   | .357 30本 125点 4盗                |
| 1942 | モート・クーパー               | 投手             | セントルイス・カージナルス     | 22勝7敗 防1.78       | ジョー・ゴードン            | 二塁手           | ニューヨーク・ヤンキース                   | .322 18本 103点 12盗               |
| 1943 | スタン・ミュージアル(1)        | 外野手           | セントルイス・カージナルス     | .357 13本 81点 9盗   | スパッド・チャンドラー      | 投手             | ニューヨーク・ヤンキース                   | 20勝4敗 防1.64                     |
| 1944 | マーティー・マリオン           | 遊撃手           | セントルイス・カージナルス     | .267 6本 63点 1盗    | ハル・ニューハウザー(1)     | 投手             | デトロイト・タイガース                     | 29勝9敗2S 防2.22                   |
| 1945 | フィル・キャバレッタ           | 一塁手           | シカゴ・カブス                 | .355 6本 97点 5盗    | ハル・ニューハウザー(2)     | 投手             | デトロイト・タイガース                     | 25勝9敗2S 防1.81                   |
| 1946 | スタン・ミュージアル(2)        | 一塁手           | セントルイス・カージナルス     | .365 16本 103点 7盗  | テッド・ウィリアムズ(1)     | 外野手           | ボストン・レッドソックス                   | .342 38本 123点                    |
| 1947 | ボブ・エリオット               | 三塁手           | ボストン・ブレーブス           | .317 22本 113点 3盗  | ジョー・ディマジオ(3)       | 外野手           | ニューヨーク・ヤンキース                   | .315 20本 97点 3盗                 |
| 1948 | スタン・ミュージアル(3)        | 外野手           | セントルイス・カージナルス     | .376 39本 131点 7盗  | ルー・ブードロー            | 遊撃手           | クリーブランド・インディアンス             | .355 18本 106点 3盗                |
| 1949 | ジャッキー・ロビンソン         | 二塁手           | ブルックリン・ドジャース       | .342 16本 124点 37盗 | テッド・ウィリアムズ(2)     | 外野手           | ボストン・レッドソックス                   | .343 43本 159点 1盗                |
| 1950 | ジム・コンスタンティー         | 投手             | フィラデルフィア・フィリーズ   | 16勝7敗22S 防2.66    | フィル・リズート            | 遊撃手           | ニューヨーク・ヤンキース                   | .324 7本 66点 12盗                 |
| 1951 | ロイ・キャンパネラ(1)          | 捕手             | ブルックリン・ドジャース       | .325 33本 108点 1盗  | ヨギ・ベラ(1)               | 捕手             | ニューヨーク・ヤンキース                   | .294 27本 88点 5盗                 |
| 1952 | ハンク・サウアー               | 外野手           | シカゴ・カブス                 | .270 37本 121点 1盗  | ボビー・シャンツ            | 投手             | フィラデルフィア・アスレチックス           | 24勝7敗 防2.48                     |
| 1953 | ロイ・キャンパネラ(2)          | 捕手             | ブルックリン・ドジャース       | .312 41本 142点 4盗  | アル・ローゼン              | 三塁手           | クリーブランド・インディアンス             | .336 43本 145点 8盗                |
| 1954 | ウィリー・メイズ(1)            | 外野手           | ニューヨーク・ジャイアンツ     | .345 41本 110点 8盗  | ヨギ・ベラ(2)               | 捕手             | ニューヨーク・ヤンキース                   | .307 22本 105点                    |
| 1955 | ロイ・キャンパネラ(3)          | 捕手             | ブルックリン・ドジャース       | .318 32本 107点 2盗  | ヨギ・ベラ(3)               | 捕手             | ニューヨーク・ヤンキース                   | .272 27本 108点 1盗                |
| 1956 | ドン・ニューカム               | 投手             | ブルックリン・ドジャース       | 27勝7敗 防3.06       | ミッキー・マントル(1)+      | 外野手           | ニューヨーク・ヤンキース                   | .353 52本 130点 10盗               |
| 1957 | ハンク・アーロン               | 外野手           | ミルウォーキー・ブレーブス     | .322 44本 132点 1盗  | ミッキー・マントル(2)       | 外野手           | ニューヨーク・ヤンキース                   | .365 34本 94点 16盗                |
| 1958 | アーニー・バンクス(1)          | 遊撃手           | シカゴ・カブス                 | .313 47本 129点 4盗  | ジャッキー・ジェンセン      | 外野手           | ボストン・レッドソックス                   | .286 35本 122点 9盗                |
| 1959 | アーニー・バンクス(2)          | 遊撃手           | シカゴ・カブス                 | .304 45本 143点 2盗  | ネリー・フォックス          | 二塁手           | シカゴ・ホワイトソックス                   | .306 2本 70点 5盗                  |
| 1960 | ディック・グロート             | 遊撃手           | ピッツバーグ・パイレーツ       | .325 2本 50点        | ロジャー・マリス(1)         | 外野手           | ニューヨーク・ヤンキース                   | .283 39本 112点 2盗                |
| 1961 | フランク・ロビンソン(1)        | 外野手           | シンシナティ・レッズ           | .323 37本 124点 22盗 | ロジャー・マリス(2)         | 外野手           | ニューヨーク・ヤンキース                   | .269 61本 141点                    |
| 1962 | モーリー・ウィルス             | 遊撃手           | ロサンゼルス・ドジャース       | .299 6本 48点 104盗  | ミッキー・マントル(3)       | 外野手           | ニューヨーク・ヤンキース                   | .321 30本 89点 9盗                 |
| 1963 | サンディー・コーファックス     | 投手             | ロサンゼルス・ドジャース       | 25勝5敗 防1.88       | エルストン・ハワード        | 捕手             | ニューヨーク・ヤンキース                   | .287 28本 85点                     |
| 1964 | ケン・ボイヤー                 | 三塁手           | セントルイス・カージナルス     | .295 24本 119点 3盗  | ブルックス・ロビンソン      | 三塁手           | ボルチモア・オリオールズ                   | .317 28本 118点 1盗                |
| 1965 | ウィリー・メイズ(2)            | 外野手           | サンフランシスコ・ジャイアンツ | .317 52本 112点 9盗  | ソイロ・ベルサイエス        | 遊撃手           | ミネソタ・ツインズ                         | .273 19本 77点 27盗                |
| 1966 | ロベルト・クレメンテ           | 外野手           | ピッツバーグ・パイレーツ       | .317 29本 119点 7盗  | フランク・ロビンソン(2)     | 外野手           | ボルチモア・オリオールズ                   | .316 49本 122点 8盗                |
| 1967 | オーランド・セペダ             | 一塁手           | セントルイス・カージナルス     | .325 25本 111点 11盗 | カール・ヤストレムスキー    | 外野手           | ボストン・レッドソックス                   | .326 44本 121点 10盗               |
| 1968 | ボブ・ギブソン                 | 投手             | セントルイス・カージナルス     | 22勝9敗 防1.12       | デニー・マクレイン          | 投手             | デトロイト・タイガース                     | 31勝6敗 防1.96                     |
| 1969 | ウィリー・マッコビー           | 一塁手           | サンフランシスコ・ジャイアンツ | .320 45本 120点      | ハーモン・キルブルー        | 三塁手           | ミネソタ・ツインズ                         | .276 49本 140点 8盗                |
| 1970 | ジョニー・ベンチ(1)            | 捕手             | シンシナティ・レッズ           | .293 45本 148点 5盗  | ブーグ・パウエル            | 一塁手           | ボルチモア・オリオールズ                   | .297 35本114点 1盗                 |
| 1971 | ジョー・トーリ                 | 三塁手           | セントルイス・カージナルス     | .363 24本 137点 4盗  | ヴァイダ・ブルー            | 投手             | オークランド・アスレチックス               | 24勝8敗 防1.82                     |
| 1972 | ジョニー・ベンチ(2)            | 捕手             | シンシナティ・レッズ           | .270 40本 125点 6盗  | ディック・アレン            | 一塁手           | シカゴ・ホワイトソックス                   | .308 37本 113点 19盗               |
| 1973 | ピート・ローズ                 | 外野手           | シンシナティ・レッズ           | .338 5本 64点 10盗   | レジー・ジャクソン          | 外野手           | オークランド・アスレチックス               | .293 32本 117点 22盗               |
| 1974 | スティーブ・ガービー           | 一塁手           | ロサンゼルス・ドジャース       | .312 21本 111点 5盗  | ジェフ・バローズ            | 外野手           | テキサス・レンジャーズ                     | .301 25本 118点 2盗                |
| 1975 | ジョー・モーガン(1)            | 二塁手           | シンシナティ・レッズ           | .327 17本 94点 67盗  | フレッド・リン              | 外野手           | ボストン・レッドソックス                   | .331 21本 105点 10盗               |
| 1976 | ジョー・モーガン(2)            | 二塁手           | シンシナティ・レッズ           | .320 27本 111点 60盗 | サーマン・マンソン          | 捕手             | ニューヨーク・ヤンキース                   | .302 17本 105点 14盗               |
| 1977 | ジョージ・フォスター           | 外野手           | シンシナティ・レッズ           | .320 52本 149点 6盗  | ロッド・カルー              | 一塁手           | ミネソタ・ツインズ                         | .388 14本 100点 23盗               |
| 1978 | デーブ・パーカー               | 外野手           | ピッツバーグ・パイレーツ       | .334 30本 117点 20盗 | ジム・ライス                | 外野手           | ボストン・レッドソックス                   | .315 46本 139点 7盗                |
| 1979 | キース・ヘルナンデス           | 一塁手           | セントルイス・カージナルス     | .344 11本 105点 11盗 | ドン・ベイラー              | 外野手/指名打者  | カリフォルニア・エンゼルス                 | .296 36本 139点 22盗               |
| 1979 | ウィリー・スタージェル         | 一塁手           | ピッツバーグ・パイレーツ       | .281 32本 82点       | ドン・ベイラー              | 外野手/指名打者  | カリフォルニア・エンゼルス                 | .296 36本 139点 22盗               |
| 1980 | マイク・シュミット(1)          | 三塁手           | フィラデルフィア・フィリーズ   | .286 48本 121点 12盗 | ジョージ・ブレット          | 三塁手           | カンザスシティ・ロイヤルズ                 | .390 24本 118点 15盗               |
| 1981 | マイク・シュミット(2)          | 三塁手           | フィラデルフィア・フィリーズ   | .316 31本 91点 12盗  | ローリー・フィンガース      | 投手             | ミルウォーキー・ブルワーズ                 | 6勝3敗28S 防1.04                   |
| 1982 | デール・マーフィー(1)          | 外野手           | アトランタ・ブレーブス         | .281 36本 109点 23盗 | ロビン・ヨーント(1)         | 遊撃手           | ミルウォーキー・ブルワーズ                 | .331 29本 114点 14盗               |
| 1983 | デール・マーフィー(2)          | 外野手           | アトランタ・ブレーブス         | .302 36本 121点 30盗 | カル・リプケン・ジュニア(1) | 遊撃手           | ボルチモア・オリオールズ                   | .318 27本 102点                    |
| 1984 | ライン・サンドバーグ           | 二塁手           | シカゴ・カブス                 | .314 19本 84点 32盗  | ウィリー・ヘルナンデス      | 投手             | デトロイト・タイガース                     | 9勝3敗32S 防1.92                   |
| 1985 | ウィリー・マギー               | 外野手           | セントルイス・カージナルス     | .353 10本 82点 56盗  | ドン・マッティングリー      | 一塁手           | ニューヨーク・ヤンキース                   | .324 35本 145点 2盗                |
| 1986 | マイク・シュミット(3)          | 三塁手           | フィラデルフィア・フィリーズ   | .290 37本 104点 1盗  | ロジャー・クレメンス        | 投手             | ボストン・レッドソックス                   | 24勝4敗 防2.48                     |
| 1987 | アンドレ・ドーソン             | 外野手           | シカゴ・カブス                 | .287 49本 137点 11盗 | ジョージ・ベル              | 外野手           | トロント・ブルージェイズ                   | .308 47本 134点 5盗                |
| 1988 | カーク・ギブソン               | 外野手           | ロサンゼルス・ドジャース       | .290 25本 76点 31盗  | ホセ・カンセコ              | 外野手           | オークランド・アスレチックス               | .307 42本 124点 40盗               |
| 1989 | ケビン・ミッチェル             | 外野手           | サンフランシスコ・ジャイアンツ | .291 47本 125点 3盗  | ロビン・ヨーント(2)         | 外野手           | ミルウォーキー・ブルワーズ                 | .318 21本 103点 19盗               |
| 1990 | バリー・ボンズ(1)              | 外野手           | ピッツバーグ・パイレーツ       | .301 33本 114点 52盗 | リッキー・ヘンダーソン      | 外野手           | オークランド・アスレチックス               | .325 28本 61点 65盗                |
| 1991 | テリー・ペンドルトン           | 三塁手           | アトランタ・ブレーブス         | .319 22本 86点 10盗  | カル・リプケン・ジュニア(2) | 遊撃手           | ボルチモア・オリオールズ                   | .323 34本 114点 6盗                |
| 1992 | バリー・ボンズ(2)              | 外野手           | ピッツバーグ・パイレーツ       | .311 34本 103点 39盗 | デニス・エカーズリー        | 投手             | オークランド・アスレチックス               | 7勝1敗51S 防1.91                   |
| 1993 | バリー・ボンズ(3)              | 外野手           | サンフランシスコ・ジャイアンツ | .336 46本 123点 29盗 | フランク・トーマス(1)§      | 一塁手           | シカゴ・ホワイトソックス                   | .317 41本 128点 4盗                |
| 1994 | ジェフ・バグウェル§            | 一塁手           | ヒューストン・アストロズ       | .368 39本 116点 15盗 | フランク・トーマス(2)       | 一塁手           | シカゴ・ホワイトソックス                   | .353 38本 101点 2盗                |
| 1995 | バリー・ラーキン               | 遊撃手           | シンシナティ・レッズ           | .319 15本 66点 51盗  | モー・ボーン                | 一塁手           | ボストン・レッドソックス                   | .300 39本 126点 11盗               |
| 1996 | ケン・カミニティ               | 三塁手           | サンディエゴ・パドレス         | .326 40本 130点 11盗 | フアン・ゴンザレス(1)       | 外野手           | テキサス・レンジャーズ                     | .314 47本 144点 2盗                |
| 1997 | ラリー・ウォーカー             | 外野手           | コロラド・ロッキーズ           | .366 49本 130点 33盗 | ケン・グリフィー・ジュニア  | 外野手           | シアトル・マリナーズ                       | .304 56本 147点 15盗               |
| 1998 | サミー・ソーサ                 | 外野手           | シカゴ・カブス                 | .308 66本 158点 18盗 | フアン・ゴンザレス(2)       | 外野手           | テキサス・レンジャーズ                     | .318 45本 157点 2盗                |
| 1999 | チッパー・ジョーンズ           | 三塁手           | アトランタ・ブレーブス         | .319 45本 110点 25盗 | イバン・ロドリゲス          | 捕手             | テキサス・レンジャーズ                     | .332 35本 113点 25盗               |
| 2000 | ジェフ・ケント                 | 二塁手           | サンフランシスコ・ジャイアンツ | .334 33本 125点 12盗 | ジェイソン・ジアンビ        | 一塁手           | オークランド・アスレチックス               | .333 43本 137点 2盗                |
| 2001 | バリー・ボンズ(4)              | 外野手           | サンフランシスコ・ジャイアンツ | .328 73本 137点 13盗 | イチロー                    | 外野手           | シアトル・マリナーズ                       | .350 8本 69点 56盗                 |
| 2002 | バリー・ボンズ(5)              | 外野手           | サンフランシスコ・ジャイアンツ | .370 46本 110点 9盗  | ミゲル・テハダ              | 遊撃手           | オークランド・アスレチックス               | .308 34本 131点 7盗                |
| 2003 | バリー・ボンズ(6)              | 外野手           | サンフランシスコ・ジャイアンツ | .341 45本 90点 7盗   | アレックス・ロドリゲス(1)   | 遊撃手           | テキサス・レンジャーズ                     | .298 47本 118点 17盗               |
| 2004 | バリー・ボンズ(7)              | 外野手           | サンフランシスコ・ジャイアンツ | .362 45本 101点 6盗  | ブラディミール・ゲレーロ    | 外野手           | アナハイム・エンゼルス                     | .337 39本 126点 15盗               |
| 2005 | アルバート・プホルス(1)        | 一塁手           | セントルイス・カージナルス     | .330 41本 117点 16盗 | アレックス・ロドリゲス(2)   | 三塁手           | ニューヨーク・ヤンキース                   | .321 48本 130点 21盗               |
| 2006 | ライアン・ハワード             | 一塁手           | フィラデルフィア・フィリーズ   | .313 58本 149点      | ジャスティン・モルノー      | 一塁手           | ミネソタ・ツインズ                         | .321 34本 130点 3盗                |
| 2007 | ジミー・ロリンズ               | 遊撃手           | フィラデルフィア・フィリーズ   | .296 30本 94点 41盗  | アレックス・ロドリゲス(3)   | 三塁手           | ニューヨーク・ヤンキース                   | .314 54本 156点 24盗               |
| 2008 | アルバート・プホルス(2)        | 一塁手           | セントルイス・カージナルス     | .357 37本 116点 7盗  | ダスティン・ペドロイア      | 二塁手           | ボストン・レッドソックス                   | .326 17本 83点 20盗                |
| 2009 | アルバート・プホルス(3)        | 一塁手           | セントルイス・カージナルス     | .327 47本 135点 16盗 | ジョー・マウアー            | 捕手             | ミネソタ・ツインズ                         | .365 28本 96点 4盗                 |
| 2010 | ジョーイ・ボット               | 一塁手           | シンシナティ・レッズ           | .324 37本 113点 16盗 | ジョシュ・ハミルトン        | 外野手           | テキサス・レンジャーズ                     | .359 32本 100点 8盗                |
| 2011 | ライアン・ブラウン             | 外野手           | ミルウォーキー・ブルワーズ     | .332 33本 111点 33盗 | ジャスティン・バーランダー  | 投手             | デトロイト・タイガース                     | 24勝5敗 防2.40                     |
| 2012 | バスター・ポージー             | 捕手             | サンフランシスコ・ジャイアンツ | .336 24本 103点 1盗  | ミゲル・カブレラ(1)+        | 三塁手           | デトロイト・タイガース                     | .330 44本 139点 4盗                |
| 2013 | アンドリュー・マカッチェン     | 外野手           | ピッツバーグ・パイレーツ       | .317 21本 84点 27盗  | ミゲル・カブレラ(2)         | 三塁手           | デトロイト・タイガース                     | .348 44本 137点 3盗                |
| 2014 | クレイトン・カーショウ         | 投手             | ロサンゼルス・ドジャース       | 21勝3敗 防1.77       | マイク・トラウト(1)         | 外野手           | ロサンゼルス・エンゼルス・オブ・アナハイム | .287 36本 111点 16盗               |
| 2015 | ブライス・ハーパー(1)          | 外野手           | ワシントン・ナショナルズ       | .330 42本 99点 6盗   | ジョシュ・ドナルドソン      | 三塁手           | トロント・ブルージェイズ                   | .297 41本 123点 6盗                |
| 2016 | クリス・ブライアント           | 三塁手           | シカゴ・カブス                 | .292 39本 102点 8盗  | マイク・トラウト(2)         | 外野手           | ロサンゼルス・エンゼルス                   | .315 29本 100点 30盗               |
| 2017 | ジャンカルロ・スタントン       | 外野手           | マイアミ・マーリンズ           | .281 59本 132点 2盗  | ホセ・アルトゥーベ          | 二塁手           | ヒューストン・アストロズ                   | .346 24本 81点 32盗                |
| 2018 | クリスチャン・イエリッチ       | 外野手           | ミルウォーキー・ブルワーズ     | .326 36本 110点 22盗 | ムーキー・ベッツ            | 外野手           | ボストン・レッドソックス                   | .346 32本 80点 30盗                |
| 2019 | コディ・ベリンジャー           | 外野手           | ロサンゼルス・ドジャース       | .305 47本 115点 15盗 | マイク・トラウト(3)         | 外野手           | ロサンゼルス・エンゼルス                   | .291 45本 104点 11盗               |
| 2020 | フレディ・フリーマン           | 内野手           | アトランタ・ブレーブス         | .341 13本 53点 2盗   | ホセ・アブレイユ            | 内野手           | シカゴ・ホワイトソックス                   | .317 19本 60点                     |
| 2021 | ブライス・ハーパー(2)          | 外野手           | フィラデルフィア・フィリーズ   | .309 35本 84点 13盗  | 大谷翔平(1)                 | 投手/指名打者    | ロサンゼルス・エンゼルス                   | 9勝2敗 防3.18 .257 46本 100点 26盗 |
| 2022 | ポール・ゴールドシュミット     | 一塁手           | セントルイス・カージナルス     | .317 35本 115点 7盗  | アーロン・ジャッジ          | 外野手           | ニューヨーク・ヤンキース                   | .311 62本 131点 16盗               |
| 2023 | ロナルド・アクーニャ・ジュニア | 外野手           | アトランタ・ブレーブス         | .337 41本 106点 73盗 | 大谷翔平(2)                 | 投手/指名打者    | ロサンゼルス・エンゼルス                   | 10勝5敗 防3.14 .304 44本 95点 20盗 |
| 2024 | 大谷翔平(3)                    | 指名打者         | ロサンゼルス・ドジャース       | .310 54本 130点 59盗 | アーロン・ジャッジ(2)       | 外野手           | ニューヨーク・ヤンキース                   | .322 58本 144点 10盗               |

### 複数回受賞者
| 選手                     | 回数 | 年度                                     |
| ------------------------ | ---- | ---------------------------------------- |
| バリー・ボンズ           | 7    | 1990, 1992, 1993, 2001, 2002, 2003, 2004 |
| ジミー・フォックス       | 3    | 1932, 1933, 1938                         |
| ジョー・ディマジオ       | 3    | 1939, 1941, 1947                         |
| スタン・ミュージアル     | 3    | 1943, 1946, 1948                         |
| ロイ・キャンパネラ       | 3    | 1951, 1953, 1955                         |
| ヨギ・ベラ               | 3    | 1951, 1954, 1955                         |
| ミッキー・マントル       | 3    | 1956, 1957, 1962                         |
| マイク・シュミット       | 3    | 1980, 1981, 1986                         |
| アレックス・ロドリゲス   | 3    | 2003, 2005, 2007                         |
| アルバート・プホルス     | 3    | 2005, 2008, 2009                         |
| マイク・トラウト         | 3    | 2014, 2016, 2019                         |
| 大谷翔平                 | 3    | 2021, 2023, 2024                         |
| ウォルター・ジョンソン   | 2    | 1913, 1924                               |
| ロジャース・ホーンスビー | 2    | 1925, 1929                               |
| ルー・ゲーリッグ         | 2    | 1927, 1936                               |
| ミッキー・カクレーン     | 2    | 1928, 1934                               |
| カール・ハッベル         | 2    | 1933, 1936                               |
| ハンク・グリーンバーグ   | 2    | 1935, 1940                               |
| ハル・ニューハウザー     | 2    | 1944, 1945                               |
| テッド・ウィリアムズ     | 2    | 1946, 1949                               |
| ウィリー・メイズ         | 2    | 1954, 1965                               |
| アーニー・バンクス       | 2    | 1958, 1959                               |
| ロジャー・マリス         | 2    | 1960, 1961                               |
| フランク・ロビンソン     | 2    | 1961, 1966                               |
| ジョニー・ベンチ         | 2    | 1970, 1972                               |
| ジョー・モーガン         | 2    | 1975, 1976                               |
| デール・マーフィー       | 2    | 1982, 1983                               |
| ロビン・ヨーント         | 2    | 1982, 1989                               |
| カル・リプケン・ジュニア | 2    | 1983, 1991                               |
| フランク・トーマス       | 2    | 1993, 1994                               |
| フアン・ゴンザレス       | 2    | 1996, 1998                               |
| ミゲル・カブレラ         | 2    | 2012, 2013                               |
| ブライス・ハーパー       | 2    | 2015, 2021                               |
| アーロン・ジャッジ       | 2    | 2022, 2024                               |

- 年度の太字は満票選出を示す

## シリーズMVP
シリーズMVPは、リーグチャンピオンシップシリーズ（League Championship Series）と、ワールドシリーズ（World Series）で選出される。
ワールドシリーズMVP（World Series MVP）は1955年から、リーグチャンピオンシップシリーズMVP（LCS MVP）はナショナルリーグでは1977年にアメリカンリーグでは1980年からMVPが制定された。
シリーズで最も勝利に貢献した選手に与えられる。主に優勝チームから選出されるが、負けたチームから選出される場合もある。

## オールスターゲームMVP
オールスターゲームMVP（All-Star Game MVP）は、オールスターゲームが始まってから60周年の記念として1962年に制定された。
制定初年度は両リーグから各1名選出されたが、次年度より原則として勝利チームから1名の選出となった。例外として、1966年のブルックス・ロビンソンと1970年のカール・ヤストレムスキーは敗戦チームから選出されている。なお、2002年のオールスターゲームは同点だったためMVPは受賞者なしとなった。